# Robert Löhr

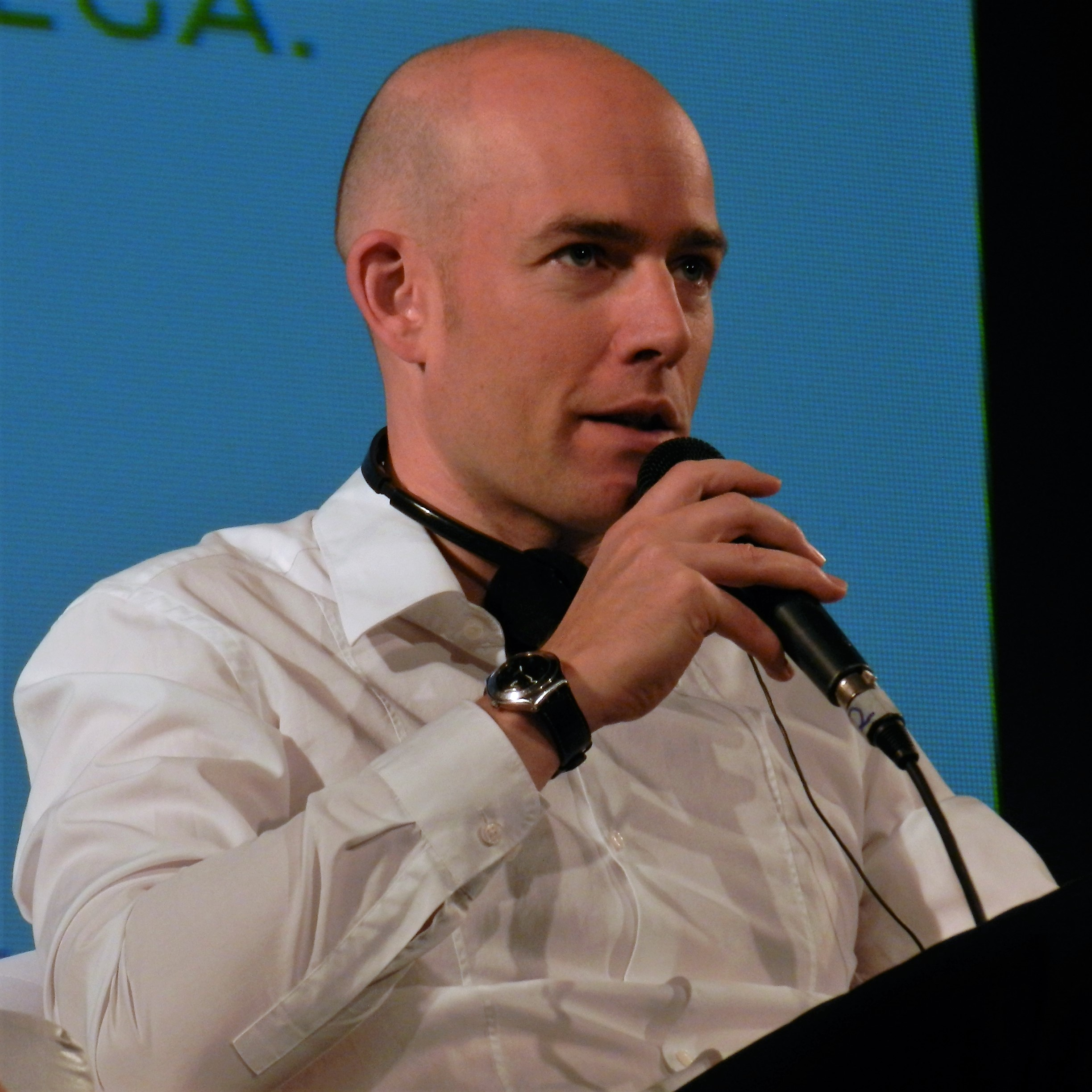
Robert Löhr

Robert Löhr (* 17. Januar 1973 in Berlin) ist ein deutscher Schriftsteller, Drehbuchautor, Bühnenautor und Puppenspieler.

## Leben
Die Kindheit und Jugend verbrachte Robert Löhr in Berlin, Bremen und Santa Barbara (Kalifornien). Die Stationen seiner vielfältigen Ausbildung waren die Berliner Journalisten-Schule, ein Magisterstudium an der FU Berlin, sowie ein Drehbuchstudium an der Deutschen Film- und Fernsehakademie Berlin (DFFB) – in der Klasse von Terézia Mora, María Sólrún Sigurðardóttir und Heikko Deutschmann.
Löhr lebt heute in Berlin, ist Mitglied der Theatergruppe Unter Niewo und arbeitet als Journalist für verschiedene Medien. Außerdem betreibt er das „garantiert nicht jugendfreie“ Puppentheater Siropax. Einem breiteren Publikum ist er vor allem durch seine historischen Romane bekannt geworden.

## Werke

### Romane
- Der Schachautomat, Piper, München 2005, ISBN 3-492-04796-3
- Das Erlkönig-Manöver, Piper, München 2007, ISBN 978-3-492-04929-0
- Das Hamlet-Komplott, Piper, München 2010, ISBN 978-3-492-05327-3
- Krieg der Sänger, Piper, München 2012, ISBN 978-3-492-05451-5
- Erika Mustermann, Piper, München 2013, ISBN 978-3-492-05452-2
- Wildes Berlin, be.bra, Berlin 2016, ISBN 978-3-814-80226-8

### Drehbücher
- Frauen, die Prosecco trinken, ARD 2001
- Held der Gladiatoren, RTL/ORF 2003
- Klassenfahrt – Geknutscht wird immer, Pro7 2004
- Mitfahrer – Jede Begegnung ist eine Chance, Kino 2004
- Kein Bund für’s Leben, Kino 2007
- World of Wolfram, funk 2016
- Das Institut – Oase des Scheiterns, BR/NDR 2017, 2020
- Käse und Blei, NDR 2019
- Enkel für Anfänger, Kino 2020
- Tatort: Mord unter Misteln, ARD 2022
- Enkel für Fortgeschrittene, Kino 2023
- Tatort: Königinnen, ARD 2023
- Tatort: Zugzwang, ARD 2024

### Theaterstücke
- Alle deutschen Dramen an einem Abend, 2003
- Die deutsche Geschichte an einem Abend, 2005
- Die Ilias und die Odyssee an einem Abend, 2007
- Zeltteilung, 2012
- Hammerfrauen, 2015
- Wildes Berlin, 2016
- Zombie Berlin, 2019

## Auszeichnungen
- 2018: Bayerischer Fernsehpreis als bester Drehbuchautor für Das Institut – Oase des Scheiterns (BR, NDR, WDR, Puls, ARD Alpha)
- 2018: Deutscher Comedypreis "Beste Innovation" für Das Institut – Oase des Scheiterns